# Clausenia
Clausenia is een geslacht van vliesvleugeligen uit de familie Encyrtidae. De wetenschappelijke naam van dit geslacht is voor het eerst geldig gepubliceerd in 1923 door Ishii.

## Soorten
Het geslacht Clausenia omvat de volgende soorten:
- Clausenia capensis Annecke & Mynhardt, 1970
- Clausenia comperei Kerrich, 1967
- Clausenia concinna Annecke & Mynhardt, 1970
- Clausenia confusor Kerrich, 1967
- Clausenia corrugata Kerrich, 1967
- Clausenia guineensis Kerrich, 1967
- Clausenia josefi Rosen, 1965
- Clausenia lacca (Agarwal, 1963)
- Clausenia mariae Myartseva, 1979
- Clausenia purpurea Ishii, 1923
- Clausenia senex Noyes, 2000
- Clausenia sobrina Annecke & Mynhardt, 1970